# På Golgata kors min Frälsare led
På Golgata kors min Frälsare led är en psalm med text skriven av Henrik Schager och musik skriven av Andrew L. Skoog.

## Publicerad i
- Segertoner 1988 som nr 454 under rubriken "Ur kyrkoåret - Jesu lidande och död – fastetiden".[1]
- Lova Herren 1988 som nr 175 under rubriken "Passionstiden"